# Фахендорф
Фахендорф (нім. Vachendorf) — громада в Німеччині, розташована в землі Баварія. Підпорядковується адміністративному округу Верхня Баварія. Входить до складу району Траунштайн. Складова частина об'єднання громад Берген.
Площа — 9,96 км2. Населення становить 1819 ос. (станом на 31 грудня 2020).

## Географія

### Адміністративний поділ
Громада  складається з 17 районів:
- Альфертінг
- Бюхлінг
- Айнгартінг
- Гайзельпрехтінг
- Гаспертінг
- Гінсдорф
- Гумгаузен
- Луг
- Мюльбах
- Мюлен
- Шлехт
- Шпільванг
- Штокка
- Фахендорф
- Вімпазінг
- Віпфінг
- Вергльгам